# Albă ca zăpada, o poveste întunecată
Albă ca zăpada, o poveste întunecată (1997, denumire originală Snow White: A Tale of Terror) este un film de televiziune fantezie întunecată regizat de Michael Cohn. A fost transmis inițial de canalul TV Showtime și în rolurile principale interpretează actorii Sigourney Weaver, Sam Neill și Monica Keena.

## Prezentare
Lilliana Hoffman moare într-un accident de căruță în pădure, accident cauzat de atacul unor lupi supranaturali asupra cailor și vizitiului. Soțul său Frederick, la cererea soției sale muribunde, realizează un fel de naștere prin cezariană salvând astfel viața fiicei sale nenăscute. După mai mulți ani, micuța Lilli Hoffman—Albă ca zăpada din titlul filmului, deși nimeni nu i se adresează așa în film și nimeni nu face nicio astfel de referință- se joacă pe domeniile tatălui ei. Lilli în cele din urmă se întâlnește cu mama sa vitregă, Lady Claudia care îi dă un cățeluș Rottweiler. Lilli pleacă cu cățelușul fără a-i mulțumi.

## Actori/Roluri
| Actor             | Rol                                            |
| ----------------- | ---------------------------------------------- |
| Sigourney Weaver  | Lady Claudia Hoffman, mama vitregă a lui Lilli |
| Sam Neill         | Lord Frederick Hoffman, tatăl lui Lilli        |
| Monica Keena      | Lilli Hoffman adolescentă                      |
| Gil Bellows       | Will                                           |
| David Conrad      | Dr. Peter Gutenberg                            |
| Miroslav Taborsky | Gustav                                         |
| Brian Glover      | Lars                                           |
| Andrew Tiernan    | Scar                                           |
| Anthony Brophy    | Rolf                                           |
| Chris Bauer       | Conrad                                         |
| Frances Cuka      | Nannau                                         |
| Bryan Pringle     | Părintele Gilbert                              |
| Taryn Davis       | Lilli copilă                                   |
| Joanna Roth       | Lilliana Hoffman, mama lui Lilli               |